# 468 (numero)
Quattrocentosessantotto (468) è il numero naturale dopo il 467 e prima del 469.

## Proprietà matematiche
- È un numero pari.
- È un numero composto.
- È un numero abbondante.
- È un numero di Harshad.
- È un numero colombiano nel sistema numerico decimale.
- È un numero rifattorizzabile.
- È un numero palindromo e un numero a cifra ripetuta nel sistema di numerazione posizionale a base 5 (3333).
- È un numero pratico.
- È un numero congruente.
- È parte delle terne pitagoriche (155, 468, 493), (176, 468, 500), (180, 432, 468), (195, 468, 507), (351, 468, 585), (399, 468, 615), (468, 595, 757), (468, 624, 780), (468, 960, 1068), (468, 1001, 1105), (468, 1365, 1443), (468, 1485, 1557), (468, 2001, 2055), (468, 2080, 2132), (468, 3024, 3060), (468, 4199, 4225), (468, 4551, 4575), (468, 6075, 6093), (468, 9120, 9132), (468, 13685, 13693), (468, 18249, 18255), (468, 27376, 27380), (468, 54755, 54757).

## Astronomia
- 468P/Siding Spring è una cometa periodica del sistema solare.
- 468 Lina è un asteroide della fascia principale.
- NGC 468 è una galassia della costellazione dei Pesci.

## Astronautica
- Cosmos 468 è un satellite artificiale russo.